# ナリーニョ地震
ナリーニョ地震は、2013年2月9日9時16分（現地時間）、コロンビア南西部のナリーニョ県で発生したマグニチュード6.9-7.0の地震である。
震央は、火山活動を活発化させているガレラス山に近い、人口約40万人の高原都市パスト（es:San Juan de Pasto）の南西約11kmの地点。首都ボゴタやエクアドルの首都キトでも揺れが観測された。
この地域では震源の深い地震がしばしば発生しており、近年では2012年9月30日、ウイラ県イスノス（スペイン語: Isnos）付近で、震源の深さ約162km、マグニチュード7.3の地震が起こっている。